# Nigrischer Film
Der nigrische Film umfasst das nationale Filmschaffen Nigers, das sich kurz nach der Unabhängigkeit der früheren Kolonie von Frankreich im Jahr 1960 entwickelte.

## Geschichte
Die ersten in Niger gedrehten Filme waren Produkte des französischen Kinos. Léon Poirier dokumentierte 1925 in La croisière noire die Transafrikaexpedition Croisière Noire von Citroën, die auch durch die Nigerkolonie führte. Jean d’Esme drehte 1936 mit La grande caravane einen Dokumentarfilm über die Salzkarawanen zur Oase Bilma.
Die Schlüsselfigur auf dem Weg zu einem eigenständigen nigrischen Kino war der französische Filmemacher und Ethnologe Jean Rouch, der 1947 mit Au pays des mages noirs über eine Flusspferd-Jagd am Fluss Niger seinen ersten von über 120 Filmen schuf. Rouch verpflichtete für spätere Filme Moustapha Alassane und Oumarou Ganda als Assistenten und Schauspieler und lehrte ihnen – wie einigen anderen nigrischen Künstlern – die Grundlagen der Filmtechnik. Als erster genuin nigrischer Film gilt der Kurzdokumentarfilm Aouré von Moustapha Alassane aus dem Jahr 1962.
Die in den 1960er und 1970er Jahren geschaffenen Regiearbeiten von Alassane und Ganda sowie weiterer Regisseure wie Djingarey Maïga und Inoussa Ousséïni fanden international rasch Anerkennung. Cabascabo von Oumarou Ganda war 1969 der erste afrikanische Film, der bei der Semaine de la critique der Filmfestspiele von Cannes gezeigt wurde. Die frühen Erfolge des nigrischen Kinos verliefen parallel zu jenen des senegalesischen (mit Regisseuren wie Ousmane Sembène und Boubacar Samb) und ivorischen (mit Regisseuren wie Timité Bassori und Henri Duparc). Die nigrische Filmgeschichte blieb relativ unbeeinflusst vom Nollywood-Kino des großen südlichen Nachbarn Nigeria.
In den 1980er Jahren sank die nationale und internationale Bedeutung des nigrischen Films. Dies hatte vor allem finanzielle Ursachen. Die Blütezeit des nigrischen Kinos verlief parallel zum durch den Uranabbau in Arlit ausgelösten Wirtschaftsboom des Landes. 1980 wurde außerdem die Filmförderung Frankreichs in den frankophonen afrikanischen Ländern reorganisiert. Vereinzelt diente das Land nun als Drehort europäischer Spielfilme. Zu nennen sind hier Himmel über der Wüste (1990) von Regisseur Bernardo Bertolucci oder Die Gefangene der Wüste (1990) von Regisseur Raymond Depardon, der unter anderem in der Ruinenstadt Djado drehte. Vermehrt seit den 2000er Jahren entstanden einige europäische und nordamerikanische Dokumentarfilme in und über Niger. Im Jahr 2009 wurde der staatliche Centre National de la Cinématographie du Niger (CNCN) eröffnet, der dabei helfen soll, an frühere Erfolge des nigrischen Films anzuknüpfen.

## Liste nigrischer Filme
Die Liste ist aufsteigend nach Produktionsjahren geordnet und ist nach Spalten sortierbar. Sie umfasst Filme mit Niger als Produktionsland.
| Filmtitel                                                               | Jahr | Regie                                  | Koproduktionsland                                          |
| ----------------------------------------------------------------------- | ---- | -------------------------------------- | ---------------------------------------------------------- |
| Aouré                                                                   | 1962 | Moustapha Alassane                     | –                                                          |
| La Pileuse de Mil                                                       | 1962 | Moustapha Alassane                     | –                                                          |
| L’arachide de Santchira                                                 | 1964 | Moustapha Alassane                     | –                                                          |
| Bon voyage, Sim                                                         | 1966 | Moustapha Alassane                     | –                                                          |
| Les cow boys sont noirs                                                 | 1966 | Serge Moati                            | –                                                          |
| Le retour d’un aventurier                                               | 1966 | Moustapha Alassane                     | Frankreich                                                 |
| Malbaza                                                                 | 1967 | Moustapha Alassane                     | –                                                          |
| Cabascabo                                                               | 1969 | Oumarou Ganda                          | –                                                          |
| Les contre Bandiers                                                     | 1969 | Moustapha Alassane                     | –                                                          |
| Petit à petit                                                           | 1970 | Jean Rouch                             | Frankreich                                                 |
| Yan Diga – Ils traverseront des pays comme des jardins                  | 1970 | Serge Moati                            | Frankreich                                                 |
| Jamyya                                                                  | 1971 | Moustapha Alassane                     | –                                                          |
| Le wazzou polygame                                                      | 1971 | Oumarou Ganda                          | Frankreich                                                 |
| Abimbola ou Shaki                                                       | 1972 | Moustapha Alassane                     | –                                                          |
| FVVA: Femme, villa, voiture, argent                                     | 1972 | Moustapha Alassane                     | Burkina Faso                                               |
| Dongo Hori                                                              | 1974 | Jean Rouch                             | Frankreich                                                 |
| Saitane                                                                 | 1973 | Oumarou Ganda                          | Frankreich                                                 |
| Siberi                                                                  | 1973 | Moustapha Alassane                     | –                                                          |
| Cocorico Monsieur Poulet                                                | 1974 | Jean Rouch                             | Frankreich                                                 |
| Soubane                                                                 | 1974 | Moustapha Alassane                     | –                                                          |
| Toula oder Der Geist des Wassers                                        | 1974 | Moustapha Alassane, Anna Soehring      | Deutschland                                                |
| Babatou – Die drei Ratschläge                                           | 1976 | Jean Rouch                             | Frankreich                                                 |
| L’étoile noire                                                          | 1976 | Djingarey Maïga                        | Frankreich                                                 |
| Samba le grand                                                          | 1977 | Moustapha Alassane                     | –                                                          |
| Zaboa                                                                   | 1978 | Moustapha Alassane                     | –                                                          |
| Nuages noirs                                                            | 1979 | Djingarey Maïga                        | –                                                          |
| L’éxilé                                                                 | 1980 | Oumarou Ganda                          | Frankreich                                                 |
| Wasan kara                                                              | 1980 | Inoussa Ousséïni                       | –                                                          |
| Agwane mon Village                                                      | 1982 | Moustapha Alassane                     | –                                                          |
| Gourimou                                                                | 1982 | Moustapha Alassane                     | –                                                          |
| Kankamba ou le semeur de discorde                                       | 1982 | Moustapha Alassane                     | –                                                          |
| Si les cavaliers                                                        | 1982 | Mahamane Bakabé                        | –                                                          |
| Kankamba ou le semeur de discorde                                       | 1982 | Moustapha Alassane                     | –                                                          |
| Aube noire                                                              | 1983 | Djingarey Maïga                        | –                                                          |
| Pétanqui                                                                | 1983 | Kozoloa Yéo                            | Elfenbeinküste, Frankreich                                 |
| Baabu Banza                                                             | 1985 | Mariama Hima                           | –                                                          |
| Kokoa                                                                   | 1985 | Moustapha Alassane                     | –                                                          |
| Le médecin de Gafire                                                    | 1986 | Mustapha Diop                          | Frankreich, Mali                                           |
| Mamy Wata                                                               | 1990 | Mustapha Diop                          | Burkina Faso, Mali                                         |
| How are the Kids – Menschenrechte und Kinder                            | 1992 | Lino Brocka, Rolan Bykov               | Frankreich, Kolumbien, Philippinen, Schweiz, Russland, USA |
| Miroir noir                                                             | 1995 | Djingarey Maïga                        | –                                                          |
| Imûhar, eine Legende                                                    | 1997 | Jacques Dubuisson                      | Frankreich                                                 |
| Ich bin müde vom Stehen, ich liege                                      | 1997 | Jean Rouch                             | Frankreich                                                 |
| Les Magiciens de l’Ader                                                 | 2000 | Moustapha Alassane                     | –                                                          |
| Soolo                                                                   | 2000 | Moustapha Alassane                     | –                                                          |
| Vendredi noir                                                           | 2000 | Djingarey Maïga                        | –                                                          |
| Agaïssa                                                                 | 2001 | Moustapha Alassane                     | –                                                          |
| Tagimba                                                                 | 2000 | Moustapha Alassane                     | –                                                          |
| Agadez nomade FM                                                        | 2004 | Christian Lelong, Pierre Mortimore     | Frankreich, Schweiz                                        |
| Al’lèèssi… Une actrice africaine                                        | 2005 | Rahmatou Keïta                         | Frankreich                                                 |
| Arlit, deuxième Paris                                                   | 2005 | Idrissou Mora Kpaï                     | Benin, Frankreich                                          |
| Denké-Denké                                                             | 2006 | Adamou Sadou                           | –                                                          |
| Au centre de la Terre, des puits et des hommes                          | 2008 | Ingrid Patetta                         | Frankreich                                                 |
| Koglb-Zanga ou Prince Wendemi – Un exemple de combat contre l’exclusion | 2008 | Ilboudo Yalgabamba, Abraham Bassole    | Kasachstan, Burkina Faso                                   |
| Pour le meilleur et pour l’oignon!                                      | 2008 | Sani Elhadj Magori                     | Frankreich                                                 |
| La Robe du temps                                                        | 2008 | Malam Saguirou                         | –                                                          |
| Quatrième nuit noire                                                    | 2009 | Djingarey Maïga                        | –                                                          |
| Agadez, the Music and the Rebellion                                     | 2010 | Ron Wyman                              | –                                                          |
| La danse des Woodabe                                                    | 2010 | Sandrine Loncke                        | Frankreich                                                 |
| Dystopia: What Is to Be Done?                                           | 2010 | Garry Potter                           | Kanada, Grönland, Bangladesch, USA, Irak                   |
| Hassia                                                                  | 2010 | Moussa Hamadou Djingarey               | –                                                          |
| La Broma Infinita                                                       | 2011 | David Muñoz                            | Spanien, Türkei, Bangladesch, USA, Japan                   |
| Koukan Kourcia (Le cri de la tourterelle)                               | 2011 | Sani Elhadj Magori                     | Frankreich                                                 |
| Mon retour au pays                                                      | 2012 | Moussa Hamadou Djingarey               | –                                                          |
| The Woodcutters (or How to Bring Down a Dictatorship)                   | 2012 | Gemma Atkinson, Fred Grace             | UK                                                         |
| Un casting pour un mariage                                              | 2013 | Moussa Hamadou Djingarey               | –                                                          |
| Le droit chemin                                                         | 2013 | Harouna Coulibaly                      | –                                                          |
| La fille du gouverneur                                                  | 2013 | Jaloud Zainou Tangui                   | –                                                          |
| Koré                                                                    | 2013 | Moussa Hamadou Djingarey               | –                                                          |
| Lokkol. L’école. Alwasi et Aikije vont (aussi) à l’école                | 2013 | Francesco Sincich                      | Italien                                                    |
| Les silences du couteau                                                 | 2013 | Rakia Laminou Kader                    | –                                                          |
| Those Who Veil                                                          | 2013 | Daliso Leslie                          | –                                                          |
| Tussen Amsterdam en Ouagadougou                                         | 2013 | Hans Bouma                             | Niederlande, Algerien, Burkina Faso, Mali                  |
| Au plus loin dans le noir                                               | 2014 | Djingarey Maïga                        | –                                                          |
| Savoir faire le lit                                                     | 2014 | Aïcha Macky                            | Frankreich, Senegal                                        |
| Akounak Tedalat Taha Tazoughai                                          | 2015 | Christopher Kirkley                    | –                                                          |
| Baraatou                                                                | 2015 | Serge Clément                          | –                                                          |
| L’orphelin                                                              | 2015 | Oumarou Kadry                          | –                                                          |
| Le cerveau noir                                                         | 2016 | Boubacar Djingarey Maïga               | –                                                          |
| Les cheveux noirs de Maïmouna                                           | 2016 | Boubacar Djingarey Maïga               | –                                                          |
| La colère dans le vent                                                  | 2016 | Amina Weira                            | –                                                          |
| Dans le noir                                                            | 2016 | Boubacar Djingarey Maïga               | –                                                          |
| L’exode à tout prix                                                     | 2016 | Serge Clément                          | –                                                          |
| Le Griot de Korogo                                                      | 2016 | Beïdari Yacouba                        | –                                                          |
| Le pagne                                                                | 2016 | Moussa Hamadou Djingarey               | –                                                          |
| La promesse du biram                                                    | 2016 | Allamine Kader                         | Frankreich, Tschad                                         |
| Wallah – Je te jure                                                     | 2016 | Marcello Merletto                      | –                                                          |
| Zin’naariya!                                                            | 2016 | Rahmatou Keïta                         | Burkina Faso, Frankreich                                   |
| Le Mil de la Mort                                                       | 2017 | Jaloud Zainou Tangui                   | –                                                          |
| Nos faiseurs de bonheur                                                 | 2017 | Oumarou Kadry                          | –                                                          |
| Zerzura                                                                 | 2017 | Christopher Kirkley                    | USA                                                        |
| Amour impossible                                                        | 2018 | Serge Clément, Abdoulaye Samri Ibrahim | –                                                          |
| Ma belle mère, ma co-épouse                                             | 2018 | Moussa Hamadou Djingarey               | –                                                          |
| Wayboro Gna                                                             | 2018 | Ramatou Doulla Harouna                 | –                                                          |
| Algaïta au coeur du Manga                                               | 2019 | Ari Adam                               | –                                                          |
| Bibata est partie...                                                    | 2019 | Nana Hadiza Akawala                    | –                                                          |
| Un coin du ciel noir                                                    | 2019 | Djingarey Maïga                        | –                                                          |
| Étincelles                                                              | 2019 | Bawa Kadadé Riba                       | Burkina Faso                                               |
| Sur les traces de Mamani Abdoulaye                                      | 2019 | Amina A. Mamani                        | Frankreich                                                 |
| Les patrouilleurs                                                       | 2020 | Boubacar Djingarey Maïga               | –                                                          |
| Mon histoire                                                            | 2021 | Serge Clément                          | –                                                          |
| Le pardon                                                               | 2021 | Boubacar Djingarey Maïga               | –                                                          |
| Zinder                                                                  | 2021 | Aïcha Macky                            | Deutschland, Frankreich, Südafrika                         |
| L’amour est un oiseau                                                   | 2023 | Djibo Mohamad Bachir                   | –                                                          |
| L’Envoyée de Dieu                                                       | 2023 | Amina A. Mamani                        | Burkina Faso                                               |
| La fille noire du président                                             | 2023 | Djingarey Maïga                        | –                                                          |